# Li Na (ciclista)
En aquest nom xinès, el cognom és Li.
Li Na — en xinès: 李娜, en pinyin: Lĭ Nà — (9 de desembre de 1982) va ser una ciclista xinesa, especialista en el ciclisme en pista. Del seu palmarès destaca el Campionat del món en Keirin.

## Palmarès
- 2002
  -  Campiona del Món en Keirin
  - Medalla d'or als Jocs Asiàtics en Keirin

### Resultats a laCopa del Món
- 2002
  - 1a a Kunming, en Keirin
  - 1a a Kunming, en Velocitat